# Chrysosoma figuratum
Chrysosoma figuratum är en tvåvingeart som beskrevs av Becker 1922. Chrysosoma figuratum ingår i släktet Chrysosoma och familjen styltflugor. Inga underarter finns listade i Catalogue of Life.